# Hautasaari (ö i Kuusamo, Pikku-Kopatti)
Hautasaari är en ö i Finland. Den ligger i sjön Pikku-Kopatti och i kommunen Kuusamo i den ekonomiska regionen  Koillismaa ekonomiska region  och landskapet Norra Österbotten, i den nordöstra delen av landet, 700 km norr om huvudstaden Helsingfors. Öns area är 0,4 hektar och dess största längd är 80 meter i nord-sydlig riktning.